# Bjølsen hospital
Bjølsen hospital er det andet album af den norske rapgruppe Klovner i Kamp, som kom ud efter EP-en Tykt og tynt, blev udgivet i 2001. 
Alle teksterne er skrevet og fremført af Dane (Esben Selvig), Alis (Aslak Hartberg) og Dr. S (Sveinung Eide). 
Introen til Bjølsen Hospital er hentet fra «Vandrehistorier» skrevet og læst af forfatteren John Erik Riley.

## Sporliste
1. «59,9 grader nord»
2. «Rah Rah»
3. «Nattens sønner»
4. «Kaninkoker 2»
5. «Varsko»
6. «Våte drømmer»
7. «Hardt mot hardt»
8. «Dr. S»
9. «Fra Vugge til graven»
10. «I seng på hospitalet»
11. «Tykt og tynt»
12. «Bjølsen hospital»